# Nepotian av Asturien
Nepotian av Asturien, död 842, var kung av Asturien mellan 842 och till sin död.